# Ram (танк)
Рем (англ. Ram — «баран» або «таран»)  — канадський середній по масі крейсерський танк періоду Другої світової війни. Розроблений в 1941 році на основі американського танка M3 «Лі». За час серійного виробництва з 1942 року до літа 1943 року було вироблено 1899 машин. Танк ніколи не застосовувався в бою, але активно використовувався в канадських та британських військах для навчально-тренувальних цілей. Також послужив основою для САУ та різних спеціалізованих машин.

## Модифікації
- Ram I — перші 50 машин, озброєні 40-мм гарматою QF 2 pounder.
- Ram II — основний виробничий варіант, озброєний 57-мм гарматою QF 6 pounder.

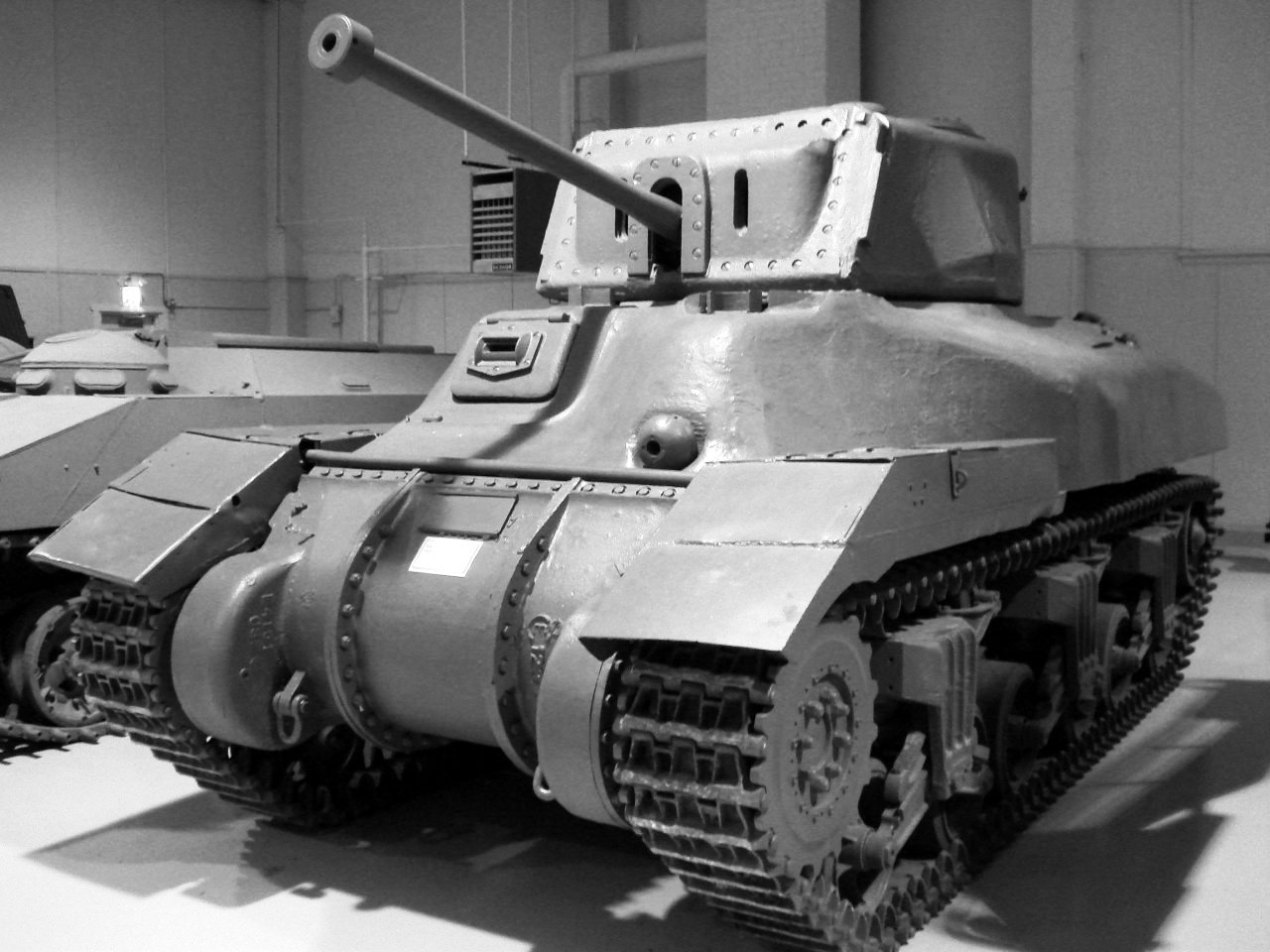
Ram II

## Машини на базі

### Секстон
Самохідна гаубиця на шасі танка «Рем», створена в 1942 році. «Секстон» був озброєний 88-мм гаубицею QF 25 pounder, яка розміщувалася у відкритій зверху легкоброньованої рубці. В 1943 — 1945 роках було вироблено 2150 «Секстон», що перевищило випуск базового танка.